# فريدريكسبرغ (الدنمارك)
فريدريكسبرغ (بالدنماركية: Frederiksberg)‏ هي مدينة في الدنمارك وهي مركز محافظة هوودستادن وهي محاطة بمدينة كوبنهاغن عاصمة الدنمارك، مساحتها أقل من 9 كلم مربع وعدد سكانها 103,192، توجد في هذه المدينة معالم كثيرة مثل قصر فريدريكسبيرغ وحديقة حيوانات كوينهاغن وفيها عدة محطات لمترو كوبنهاغن.

## توأمة
لفريدريكسبرغ (الدنمارك) اتفاقيات توأمة مع:
- هافنارفيوردور

## أعلام
- يواكيم أندرسن
- كينت نيلسن
- آجي فريس
- بيتر ناور
- كارل كريستيان هال
- بييرن لومبو
- غيردا فيغينر
- إيفان نيلسن
- باولي يورغنسن
- آستا نيلسن
- لودفيغ لورينز